# Сен-Виль, Роже
Роже Сен-Виль (фр. Roger Saint-Vil; 8 декабря 1947 или 8 декабря 1949, Порт-о-Пренс — 7 июня 2020, Нью-Йорк, Нью-Йорк) — гаитянский футболист, игравший на позиции атакующего полузащитника. Участник чемпионата мира 1974 года.

## Биография

### Клубная карьера
Сен-Виль начинал карьеру в клубе одного из низших дивизионов «Зенит». Затем он играл за такие гаитянские клубы как «Расинг Аитьян» и «Вьолетт», основу которого составляли игроки национальной сборной.
В сезоне 1970/71 в матче с «Дон Боско» оформил хет-трик за «Вьолетт»; «тигры» выиграли тот матч со счётом 4:1. Продолжил карьеру в США в клубе «Цинциннати Кометс», а затем вернулся на Гаити, где закончил карьеру.

### Карьера в сборной
В декабре 1973 года в матче отборочного турнира со сборной Тринидада и Тобаго забил победный гол в концовке матча — сборная Гаити выиграла ту игру со счётом 2:1, а затем квалифицировалась на первый свой чемпионат мира по футболу. На турнире Сен-Виль сыграл в одном матче группового турнира со сборной Польши (0:7), а Гаити проиграли все 3 матча и не прошли в следующий раунд.

### Семья
Его старший брат Ги играл за сборную Гаити и входил в состав сборной на чемпионате мира 1974 года.

### Смерть
Скончался 7 июня 2020 года в Нью-Йорке в возрасте 70 лет после нескольких дней пребывания в коме.